# ベラ・ジュニア
ベラ・ジュニア (Vela Junior) とは、地球から見てほ座の方向に約650から700光年離れた位置にある超新星残骸である。

## 位置
ベラ・ジュニアは、地球に最も近い位置にある超新星残骸である。距離はガンマ線とX線の流束から推定された。ベラ・ジュニアは地球から見て1200年頃に超新星爆発をした後の残骸であると推定されている。ベラ・ジュニアは地球から650から700光年離れているので、実際には500年頃から550年頃に超新星爆発が起こっており、その光が1200年頃に到着したものである。ベラ・ジュニアを生み出した超新星爆発は、地球からみてかなり明るかったと推定され、日本の鎌倉で水平線上に観測された光（1271年、日蓮の処刑が行われようとしていた際に目撃された光。龍ノ口法難）がそれであると推定されている。ゲミンガと共に極めて地球から近い位置で発生した近地球超新星であり、この距離で超新星爆発が発生するのは10万年に1度といわれている。

## 発見
ベラ･ジュニアの存在は、超新星爆発で生み出された核種である44Tiの崩壊（半減期約60.0年）から生じるガンマ線の分布を調べることで見つかった。ベラ・ジュニアの視直径は2×2度の大きさに広がっている。

## 中性子星
ベラ･ジュニアを生み出す超新星爆発で生じた中性子星はPSR J0855-4644であると考えられている。ベラ・ジュニアとPSR J0855-4644は、X線源であるAX J0851.9-4617を構成している。チャンドラによる初期の観測では、PSR J0855-4644を発見することは出来なかった。発見が遅れたのはPSR J0855-4644がパルスをほとんど放出しない静かな中性子星であるからである。PSR J0855-4644の発見はベラ・ジュニアの発見から3年後の2001年である。

## 名称
ベラ・ジュニアの名前は、地球から見るとほ座超新星残骸のすぐ近くの位置に、ほ座超新星残骸よりも小さなサイズで存在することから名づけられた。ただし、ベラ・ジュニアとほ座超新星残骸は直接物理的な関係はない。